# Hylaeora lacerta
Hylaeora lacerta är en fjärilsart som beskrevs av Druce 1901. Hylaeora lacerta ingår i släktet Hylaeora och familjen tandspinnare. Inga underarter finns listade i Catalogue of Life.